# Peijonniemenlahden vesialue
Peijonniemenlahden vesialue este o arie protejată (arie specială de conservare — SAC, sit de importanță comunitară — SCI) din Finlanda întinsă pe o suprafață de 119,6 ha, integral pe uscat.

## Localizare
Centrul sitului Peijonniemenlahden vesialue este situat la coordonatele 62°11′49″N 30°24′01″E / 62.1969°N 30.4003°E.

## Înființare
Situl Peijonniemenlahden vesialue a fost declarat sit de importanță comunitară în mai 2002 pentru a proteja 1 specie de plante și 1 specie de animale. Situl a fost protejat și ca arie specială de conservare în aprilie 2015.

## Biodiversitate
Situată în ecoregiunea boreală, aria protejată conține 1 habitat natural: Lacuri și iazuri distrofice naturale.
La baza desemnării sitului se află mai multe specii protejate:
- plante (1): Najas tenuissima
- nevertebrate (1): Graphoderus bilineatus